# بيلا روزنفيلد
بيلا روزنفيلد (بالروسية: Шагал, Белла Самойловна)‏ (15 ديسمبر 1895، فيتيبسك في بيلاروس - 2 سبتمبر 1944، نيويورك في الولايات المتحدة)؛ عارضة، كاتِبة وروائية روسية-سوفيتية.

## روابط خارجية
- بيلا روزنفيلد على موقع الموسوعة البريطانية (الإنجليزية)